# Ducat d'Alba de Tormes
El ducat d'Alba de Tormes, anomenat de forma habitual ducat d'Alba, és un títol nobiliari hereditari espanyol, atorgat originalment per Enric IV de Castella a García Álvarez de Toledo el 1472. En origen una senyoria concedida primer a membres de la família reial castellana, el 1429 va ser atorgada al bisbe de Palència, Gutierre Álvarez de Toledo, que després va llegar al seu nebot, que va esdevenir comte, i va estar en mans del llinatge Álvarez de Toledo fins al segle xviii, per passar després als Silva i, després, als Fitz-James Stuart, els actuals titulars.

## Història
Alba de Tormes va néixer com a concejo el 1140 amb fur d'Alfons VII. Posteriorment, Alfons X va atorgar la seva jurisdicció al seu fill, l'infant Pere, d'acord amb la seva política de concessió de senyories als membres de la família reial en qualitat d'infantat. A la mort de l'infant el 1283, després de donar super a la rebel·lió del seu germà Sanç contra el seu pare, la vila va tornar a ser reial fins a 1034, quan va ser lliurada a Alfons de la Cerda el 1304, en virtut de la Sentència Arbitral de Torrellas, però en va ser senyor durant un període molt breu, perquè el 1312 va tornar a revertir a la Corona.
Alba de Tormes va romandre com a vila reial fins al regnat d'Enric I. Precisament, amb l'ascens de la dinastia Trastàmara es produeix la senyorialització definitiva d'aquest territori. Segons alguns testimonis, Alba de Tormes va ser lliurada inicialment a l'infant Dionís de Portugal, promès a la filla legítima del rei, Constança, una concessió feudal condicionada a la continuïtat del compromís matrimonial. Va ser senyor fins al regnat de Joan I, atès que el compromís va ser incomplert i la vila va passar a Joan, germà de Dionís, que va casar-se finalment amb Constança. La seva filla, Beatriu, és documentada com a senyora d'Alba el 1402 i ho serà fins al 1411. Aquell any la senyoria va passar a mans de Ferran I d'Aragó i més tard al seu fill, Joan II. Amb tot, la derrota dels infants d'Aragó contra el privat Álvaro de Luna y Jarana va suposar la confiscació i repartiment de tots els seus títols i béns a Castella.
El 1429 va ser concedida per Joan II de Castella a Gutierre Álvarez de Toledo, bisbe de Palència. Pertanyia a una branca dels Álvarez de Toledo, una família de terratinents de les actuals províncies d'Àvila i Salamanca, senyors de Valdecorneja, i magnats de la cort de Castella, que van prosperar durant l'època dels Trastàmara. El bisbe va ser succeït pel seu nebot, Fernando Álvarez de Toledo, que va ser ascendit a comte per Reial Cèdula de 1439. El 1469, el seu fill García Álvarez de Toledo, casat amb la filla de l'almirall de Castella, tieta de Ferran II d'Aragó, va passar de ser comte a duc, tot i que el privilegi del rei Enric IV no va ser expedit fins a 1472.

## Llista de titulars
| Núm.                                  | Titular                                                      | Període                               |
| Senyoria d'Alba de Tormes (1429-1438) | Senyoria d'Alba de Tormes (1429-1438)                        | Senyoria d'Alba de Tormes (1429-1438) |
| ------------------------------------- | ------------------------------------------------------------ | ------------------------------------- |
| 1                                     | Gutierre Álvarez de Toledo                                   | 1429-1438                             |
| Comtat d'Alba de Tormes (1438-1472)   |                                                              |                                       |
| 1                                     | Fernando Álvarez de Toledo y Sarmiento                       | 1438-1460                             |
| 2                                     | García Álvarez de Toledo y Carrillo                          | 1460-1472                             |
| Ducat d'Alba de Tormes (1472-Avui)    |                                                              |                                       |
| 1                                     | García Álvarez de Toledo y Carrillo                          | 1472-1488                             |
| 2                                     | Fadrique Álvarez de Toledo y Enríquez de Quiñones            | 1488-1531                             |
| 3                                     | Fernando Álvarez de Toledo y Pimentel                        | 1531-1582                             |
| 4                                     | Fadrique Álvarez de Toledo y Enríquez de Guzmán              | 1582-1583                             |
| 5                                     | Antonio Álvarez de Toledo y Beaumont                         | 1583-1639                             |
| 6                                     | Fernando Álvarez de Toledo y Mendoza                         | 1639-1667                             |
| 7                                     | Antonio Álvarez de Toledo y Enríquez de Ribera               | 1667-1690                             |
| 8                                     | Antonio Álvarez de Toledo y Fernández de Velasco             | 1690-1701                             |
| 9                                     | Antonio Martín Álvarez de Toledo y Guzmán                    | 1701-1711                             |
| 10                                    | Francisco Álvarez de Toledo y Silva                          | 1711-1739                             |
| 11                                    | María Teresa Álvarez de Toledo y Haro                        | 1739-1755                             |
| 12                                    | Fernando de Silva y Álvarez de Toledo                        | 1755-1778                             |
| 13                                    | María del Pilar Teresa Cayetana de Silva y Álvarez de Toledo | 1778-1802                             |
| 14                                    | Carlos Miguel Fitz-James Stuart y Silva                      | 1802-1835                             |
| 15                                    | Jacobo Fitz-James Stuart y Ventimiglia                       | 1835-1881                             |
| 16                                    | Carlos María Fitz-James Stuart y Portocarrero                | 1881-1901                             |
| 17                                    | Jacobo Fitz-James Stuart y Falcó                             | 1902-1953                             |
| 18                                    | María del Rosario Cayetana Fitz-James Stuart y Silva         | 1953-2014                             |
| 19                                    | Carlos Fitz-James Stuart y Martínez de Irujo                 | 2015-Avui                             |